# The Flora of Richmond County, New York
The Flora of Richmond County, New York (abreviado Fl. Richmond Co.), es un libro con ilustraciones y descripciones botánicas que fue escrito por el geólogo, botánico y taxónomo estadounidense Nathaniel Lord Britton y publicado en los Estados Unidos en el año 1879 con el nombre de The flora of Richmond County, New York. A catalogue of the phaenogamous and vascular cryptogamous plants, with occasional notes on the same, growing in Richmond Co., independent of cultivation (1879).